# Stelis dolichopus
Stelis dolichopus är en orkidéart som beskrevs av Rudolf Schlechter. Stelis dolichopus ingår i släktet Stelis och familjen orkidéer. Inga underarter finns listade i Catalogue of Life.